# Armand Moreno Gómez
Armando Moreno Gómez (València, 1919 - Madrid, 30 d'octubre de 1994) va ser un poeta, rapsode, periodista, actor, director i guionista de cinema i de teatre. Es va casar amb l'actriu i directora Núria Espert, el 29 de setembre de 1955, de la qual va ser mànager. Va ser codirector del Teatre Principal de València (1979-81).

## Filmografia
- 1951. Habitación para tres. Actor
- 1952. Amaya. Actor. Director: Lluís Marquina
- 1954. Los agentes del quinto grupo. Actor. Director: Ricardo Gascón
- 1954. La pecadora. Actor. Director: Ignacio F. Iquino.
- 1955. El Ceniciento. Actor. Director: Joan Lladó
- 1956. Hospital de urgencia. Actor. Director: Antonio Santillán.
- 1958. Un vaso de whisky. Actor. Director: Julio Coll
- 1964. Maria Rosa. Director i guionista